# Davorin
Davorin je moško osebno ime

## Različice imena
Darinko (m), Davor (m), Davorinko (m), Davorko (m), Davorina (ž), Davorka (ž)

## Izvor imena
Ime Davorin je izpeljanka iz imena Davor, ki ustreza rimskemu bogu Marsu, v novejšem času pa je pojmovano kot prevod latinskega imena Martinus, kar je v skladu z razmerjem Davor-bog Mars in izpeljanko Davorin-Martinius. V slovenščini je davorija »bojna pesem«, hrvaščini pa vrsta »ljudske pesmi«. Po navezavi na glagol davati so nekateri primerjali Davorja s slovanskim bogom Dažbogom.

## Izbor svetniških imen
Osebe z imenom Davorin, Davor, Davorinko, Davorko godujejo skupaj z Martini 11. novembra.

## Pogostost imena
Po podatkih Statističnega urada Republike Slovenije je bilo na dan 31. decembra 2007 v Sloveniji število moških oseb z imenom Davorin: 1.481. Med vsemi moškimi imeni pa je ime Davorin po pogostosti uporabe uvrščeno na 133. mesto.

## Znani nosilci imena
Davorin Jenko, Davorin Trstenjak, Davorin Dolar, Davorin Karničar, Darko (Davorin) Jamnik